# Kısmetli, Dargeçit
Kısmetli là một xã thuộc huyện Dargeçit, tỉnh Mardin, Thổ Nhĩ Kỳ. Dân số thời điểm năm 2010 là 43 người.